# 鈍色
鈍色（にびいろ、にぶいろ）とは暗い灰色のこと。平安時代には灰色一般の名称であり、のちに灰色、鼠色にその座を取って代わられた。
鈍とは刃物などが切れなくなる事などを指す「鈍る」が語源である。古語では「灰色がかっている〜」という意味で「にばめる〜」という。
喪の色、あるいは出家の色として平安文学には頻繁に登場する。
「墨染め」とも呼ばれる。その色は墨ではなく、普通は草木染でタンニンを多く含む矢車という植物を鉄で媒染して染める。
また、鉄に由来する名前であることから、現代では近代兵器、特に戦車を指し示す色としても用いられている。

## 喪の色
現在の葬儀の色は黒と白だが、平安貴族にとって灰色（鈍色）は喪に欠かせないものだった。
遺族は死者との関係性に従って定められた喪に服すが、両親や夫に先立たれた場合は特に長い期間喪に服し喪服もより濃い鈍色のものを着る。
女性の場合、普通の袴は紅色か紫色だが喪の期間だけは「萱草色」のものを着用する。これはこの花が「忘れ草」と呼ばれて別離の悲しみを癒すとされたからである。
また喪中に手紙を贈ったり、死者と関係はあるものの特別深い喪に服すことも無い人の場合は、灰色がかった青色「青鈍」や紫色「紫鈍」などの料紙や喪服を使う人もいた。
夫と死別するなどして在宅のまま出家した貴族女性の場合なども、華やかな衣装こそ着ないものの「青鈍」などでそれなりに美しく装う。
真宗大谷派寺院においては、住職の葬儀に限り、麻で作られた、この色目の法衣を「どんじき」と称し、同じ素材と色目の五条袈裟と共に、喪主が大谷派僧侶の場合のみ着用する。
鈍色に鈍色（にぶいろ）の中啓、麻緒の念珠で喪服となる。また、正式には亡くなった住職にも同じ喪服一式を着せる。